# Émile Kets
Émile Kets, né le 8 décembre 1923, à Grammont, en Belgique et décédé le 20 juillet 2012, à Bruxelles, en Belgique, est un ancien joueur belge de basket-ball. 